# Odervorland Gieshof
Das Naturschutzgebiet Odervorland Gieshof liegt im Landkreis Märkisch-Oderland in Brandenburg.
Das Gebiet mit der Kenn-Nummer 1088 wurde mit Verordnung vom 16. Mai 1990 unter Naturschutz gestellt. Das rund 489 ha große Naturschutzgebiet erstreckt sich nördlich von Groß Neuendorf, einem Ortsteil der Gemeinde Letschin, entlang der östlich fließenden Oder und entlang der östlich verlaufenden Staatsgrenze zu Polen. Nordwestlich verläuft die Landesstraße L 34 und südlich die L 336.